# Trifolium thalii
Trifolium thalii là một loài thực vật có hoa trong họ Đậu. Loài này được Vill. miêu tả khoa học đầu tiên.

## Hình ảnh

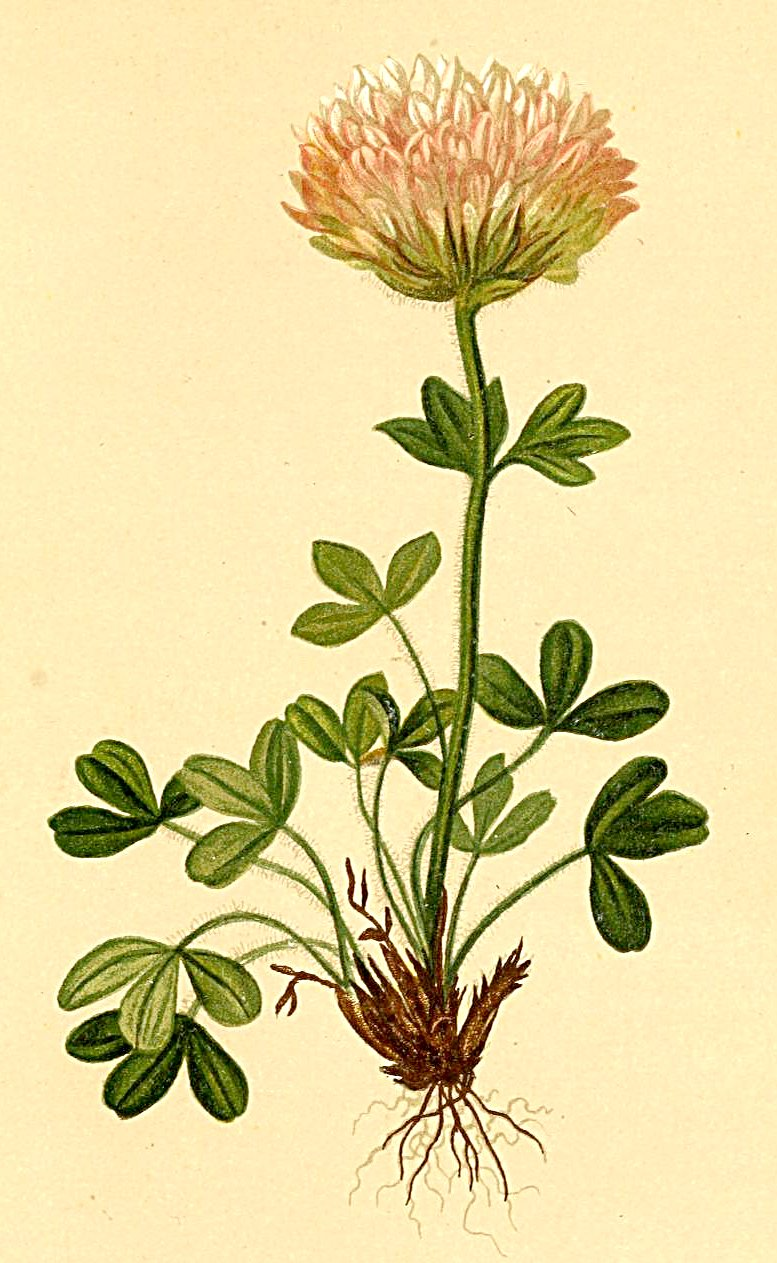
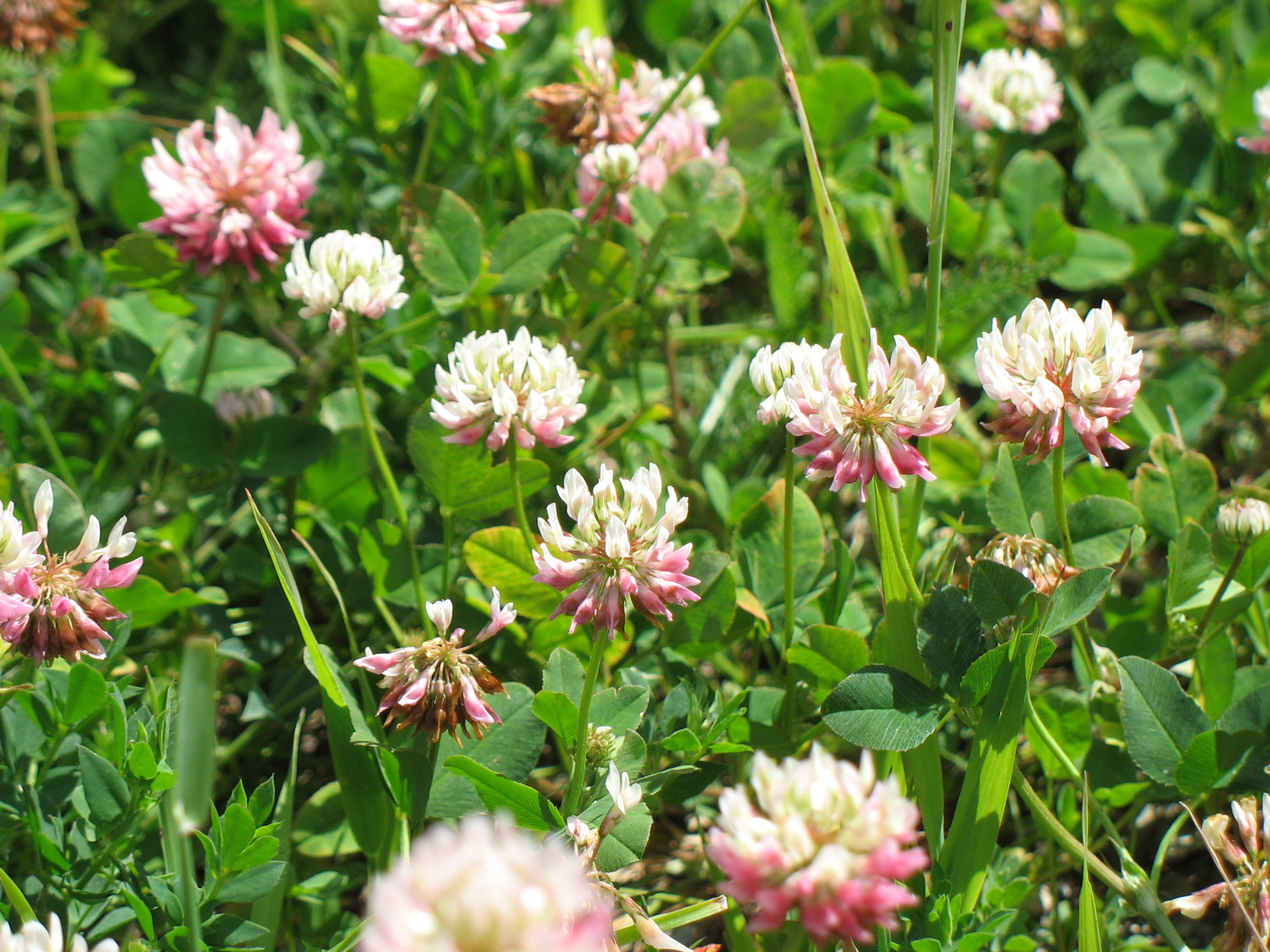